# زیرودها
زیرودها (انگلیسی: Zerodha) شرکت خدمات مالی هندی است، که در سال ۲۰۱۰ توسط نیتین کامات تأسیس شد.